# Joseph Carl Robnett Licklider

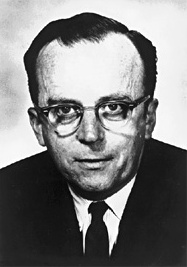
Joseph Carl Robnett Licklider

Joseph Carl Robnett Licklider (ur. 11 marca 1915, zm. 26 czerwca 1990) – amerykański informatyk, jeden z pionierów cybernetyki. Zajmował się psychoakustyką, w trakcie zimnej wojny pracował przy projekcie SAGE. Prowadził m.in. prace nad wielozadaniowością i podziałem czasu w systemach operacyjnych oraz sieciami komputerowymi.